# Andy Hinchcliffe
Andrew George „Andy“ Hinchcliffe (* 5. Februar 1969 in Manchester) ist ein ehemaliger englischer Fußballspieler. Als linker Außenverteidiger, der auch im Mittelfeld eingesetzt werden konnte, war er vor allem in den 1990er-Jahren in der Premier League als Spieler des FC Everton bekannt. Mit den „Toffees“ gewann er 1995 den englischen FA Cup.

## Sportlicher Werdegang

### Karriere als Vereinsspieler
Hinchcliffe wurde in seiner Heimatstadt bei Manchester City ausgebildet und gehörte zu den jungen Talenten, die 1986 mit einem 3:1-Finalerfolg nach Hin- und Rückspiel gegen den Lokalrivalen Manchester United den FA Youth Cup gewann. Wie David White, Paul Lake und Steve Redmond gelang auch ihm schnell der Übertritt in die Profiabteilung und im Alter von 18 Jahren debütierte er unter Trainer Mel Machin zum ersten Zweitligaspiel der Saison 1987/88. Die Partie gegen Plymouth Argyle endete mit einem 2:1-Heimsieg und in den folgenden drei Jahren etablierte er sich nicht nur auf der linken Abwehrseite, sondern zählte auch zu den Publikumslieblingen. Er galt als Spezialist für den „ruhenden Ball“, hatte einen harten Schuss und war als offensiver Außenverteidiger ein Vorbote des „Hybrids“ aus Abwehr- und Mittelfeldspieler, der zur Mitte der 1990er-Jahre als „Wingback“ modern wurde. Nach einem sportlich mäßigen Ergebnis auf dem neunten Rang in der Second Division gelang den „Citizens“ im Jahr darauf über die Vizemeisterschaft die Rückkehr in die höchste englische Spielklasse. Dabei trug Hinchcliffe fünf Ligatore zum Erfolg bei. In seiner Debütsaison 1989/90 in der First Division gelang Hinchcliffe mit seinen Mannen der Klassenerhalt, mit dem sportlichen Höhepunkt beim 5:1-Sieg im September 1989 gegen Manchester United, wo er den fünften Treffer selbst erzielte. Im Juli 1990 wechselte er danach zum Ligakonkurrenten FC Everton.
Die Ablösesumme wurde auf 800.000 Pfund taxiert, wobei der Transfer als Tauschgeschäft mit Neil Pointon plus einer Entschädigung von 200.000 Pfund realisiert wurde. In seinem ersten Jahr für die „Toffees“ begann Hinchcliffe zunächst vielversprechend. Nach dem Trainerwechsel im November 1990 zu Howard Kendall – der ihn wenige Monate zuvor noch als Verantwortlicher von Manchester City verkauft hatte – und zunehmenden Fitnessproblemen kam seine Entwicklung ins Stocken. Das lag auch daran, dass Kendall mit verschiedenen Formationen der Viererkette experimentierte. Als im Jahr 1991 zusätzliche Neuverpflichtungen für weitere Konkurrenz sorgten, wuchsen die Bedenken, aber Hinchcliffe kämpfte sich mit guten Leistungen im Mittelfeld zurück in die Mannschaft, bevor ihn ein weiteres Mal Verletzungen zurückwarfen. Es folgten drei Trainerwechsel zwischen 1993 und 1994 über Jimmy Gabriel und Mike Walker zu Joe Royle und es war Royle, der Hinchcliffe wieder zu einem stabilen Stammspieler als linker Verteidiger machte. In dem aufstrebenden Team, das in der Saison 1994/95 den FA Cup gewann und sich im Jahr darauf in der Liga auf den sechsten Rang vorarbeitete, nahm er eine Schlüsselrolle ein. Im Dezember 1996 prallte er in der Partie gegen Leeds United derart unglücklich mit einer Werbebande zusammen, dass er verletzungsbedingt den Rest der Saison 1996/97 verpasste. In dieser fand sich Everton anschließend auch wieder dem Kampf gegen den Abstieg ausgesetzt, der knapp auf Rang 15 abgewendet werden konnte. Nach seiner langsamen Genesung, die zum Comeback im September 1997 führte, waren die Darbietungen noch nicht auf dem vorherigen Niveau. Als auch noch Kendall im August 1997 ein weiteres Mal in Everton als Trainer angeheuert hatte, standen die Zeichen auf Abschied für Hinchcliffe und so wechselte er im Januar 1998 innerhalb der Premier League zu Sheffield Wednesday. Zuvor hatte sich ein möglicher Transfer zu Tottenham Hotspur zerschlagen.
Unter Trainer Ron Atkinson und später Danny Wilson kam er zunächst regelmäßig bei Sheffield Wednesday zum Einsatz, musste jedoch im Jahr 2000 als Tabellenvorletzter den Weg in den Zweitklassigkeit antreten. In den folgenden beiden Spielzeiten absolvierte er nur noch insgesamt zehn Ligapartien. Im März 2002 endete Hinchcliffes aktive Karriere, nachdem eine Operation am linken Knie nicht zum erwünschten Erfolg geführt hatte.

### Englische Nationalmannschaft
Als Hinchcliffe mit Everton zur Mitte der 1990er-Jahre seinen sportlichen Zenit erreicht hatte, spielte er sich als offensiv orientierter Linksverteidiger in den Fokus der englischen A-Nationalmannschaft. Unter dem neuen Trainer Glenn Hoddle debütierte er am 1. September 1996 gegen Moldau (3:0) zum Start in die WM-Qualifikation. Zuvor hatte England ohne einen Linksfuß im Mittelfeld bei der heimischen Europameisterschaft gespielt und so sah Hoddle in ihm – obwohl bereits 27 Jahre alt – einen geeigneten Kandidaten für einen Spieler, der die Außenlinie bearbeitete. Besonders in einem Spielsystem mit Dreierkette fand Hinchcliffe immer wieder einmal Berücksichtigung und bis zu seinem letzten Einsatz gegen Bulgarien (0:0) am 10. Oktober 1998 hatte er sieben Länderspiele angesammelt. Bei der WM-Endrunde 1998 in Frankreich gehörte er jedoch zu den Spielern (wie auch Paul Gascoigne), die nicht in den finalen Kader nominiert wurden.

## Titel/Auszeichnungen
- Englischer Pokal: 1995
- FA Charity Shield: 1995
- FA Youth Cup: 1986
- PFA Team of the Year: Saison 1987/88 (2. Liga)